# Ignition
Ignition е вторият студиен албум на американската пънк рок група Офспринг. Това е вторият албум на Офспринг, произведен и продуциран от Том Уилсън, и е издаден на 16 октомври 1992 г. в Епитаф Рекърдс, отбелязвайки първото си издаване през този лейбъл. Албумът е предявява на групата малък успех в Южна Калифорния, като Офспринг започват да събират последователи. Този успех ще продължи да расте със следващия им албум Smash. Kick Him When He's Down е издаден като промоционален сингъл през 1995 г., след като групата е станала по-популярна. Това е един от малкото сингли, които не фигурират в Greatest Hits албума. Dirty Magic, която е шестата песен в този албум е презаписана за деветия им студиен албум, Days Go By.

## Песни
1. Session 2:32
2. We Are One 4:00
3. Kick Him When He's Down 3:16
4. Take It Like A Man 2:55
5. Get It Right 3:06
6. Dirty Magic 3:48
7. Hypodermic 3:21
8. Burn It Up 2:42
9. No Hero 3:22
10. L.A.P.D. 2:45
11. Nothing From Something 3:00
12. Forever And A Day 2:37

## Офспринг членове
- Декстър Холанд – Вокалист И Ритъм Китара
- Нуудълс – Китара
- Грег Кризъл – Бас Китара
- Рон Уелти – Барабани